# Teresa-Montserrat Sala i Garcia
Teresa-Montserrat Sala i Garcia, més coneguda com a Teresa-M. Sala Garcia (Barcelona, 30 d'abril de 1959) és una historiadora de l'art, comissària i professora de la Universitat de Barcelona.

## Biografia
Es va llicenciar en història a la Universitat de Barcelona el 1981. Va començar a treballar el 1983 a la Universitat Autònoma de Barcelona, impartint classes a professors a l'Institut de Ciències de l'Educació. El 1985 va presentar a la UB la tesina Sebastià Junyent i Sans (1865-1908). Pintor, il·lustrador, dissenyador i teòric modernista, per la qual va obtenir el Premi Fundació Güell. Es va doctorar el 1993 amb la tesi La Casa Busquets (1840-1929). Posteriorment va estudiar museologia i va treballar pels museus de Sitges i Vilanova i la Geltrú entre 1986 i 1988.
Des del curs 1991-1992 és professora d'història de l'art a la Facultat de Belles Arts i a la Facultat de Geografia i Història de la Universitat de Barcelona, i investigadora del Grup de Recerca en Història de l'Art i del Disseny Contemporanis (GRACMON) de la mateixa universitat.
S'ha especialitzat en investigar els estudis culturals sobre el segle XIX-XX, sobretot els escenaris urbans del 1900. Ha publicat recerca sobre l'arquitectura d'interiors, entenent les arts decoratives com a universos simbòlics dels seus habitants.També estudia les relacions entre art i literatura des del romanticisme fins al surrealisme.

## Exposicions comissariades
- «Àlbum. Imatges de la família en l'art» al Museu d'Art de Girona (Girona, octubre 2004 - febrer 2005) i al Centre Cultural Sa Nostra (Mallorca, 2006) Amb l'antropòleg Xavier Roigé.
- «Barcelona 1900» (setembre 2007 - gener 2008), Museu Van Gogh d'Amsterdam
- «Vestigis del Modernisme. Obrim el teló» per a la Fundació Abelló (itinerant per a la Xarxa de Museus de la Diputació de Barcelona).
- Cicle Mirades a la col·lecció de la Fundació Es Baluard d'Art Modern i Contemporani de Palma (setembre 2011 - gener 2012) (Amb el dissenyador Antoni Garau).
- «Art Nouveau & Nature», una mostra itinerant per diferents ciutats europees de l'Art Nouveau a partir del 2013.[1]